# Husein Albehadilalbors
Husein Khudur Jasim Albehadilalbors (ur. 2002) – iracki zapaśnik walczący w stylu wolnym. 
Zajął piąte miejsce na mistrzostwach Azji w 2025. Mistrz arabski w 2024 roku.